# 노경호 (축구 선수)
노경호(盧京鎬, 2000년 7월 5일 ~ )은 대한민국의 축구 선수로 포지션은 공격형 미드필더, 중앙 미드필더, 오른쪽 측면 미드필더이며 현재 K리그1 수원 FC 소속이다.